# Bedford (Massachusetts)
Bedford város az USA Massachusetts államában, Middlesex megyében. Lakosainak száma 14 383 fő (2020. április 1.).

## Népesség
A település népességének változása:
| Lakosok száma | 523  | 13 320 | 14 383 |
|               | 1790 | 2010   | 2020   |